# Aiči H9A
Aiči H9A (japonsky: 二式練習飛行艇, Nišiki renšú hikótei; Cvičný létající člun Typ 2) byl létající člun japonského císařského námořního letectva používaný v prvních letech druhé světové války k výcviku. Spojenci se o existenci typu dověděli až na konci války, a proto od nich neměl přidělené kódové označení.

## Historie

### Vývoj
Námořnictvo ho objednalo jako letoun pro pokročilý výcvik osádek pro létající čluny Kawaniši H8K. Práce na projektu začala v lednu 1940 a první prototyp vzlétl v září téhož roku.
Letoun byl koncipován jako dvoumotorový létající člun s křídlem umístěným na vzpěrách nad trupem (parasol). Byl vyzbrojen dvěma 7,7mm kulomety, po jednom v předním a hřbetním střelišti. Unesl až 250 kg pum. Posádka byla pětičlenná a skládala se z pilota, druhého pilota, palubního technika, radisty a pozorovatele. Dále unesl až tři studenty.

### Nasazení
Kromě výcviku byl používán i v řadě jiných rolí, jako bylo pobřežní hlídkování, doprava, výcvik parašutistů či spojování.

## Varianty
- H9A prototyp – 3 kusy, postaveny v továrně firmy Aiči
- H9A1 – 24 kusů, sériová verze, postaveny v továrně firmy Aiči
- H9A1 – 4 kusy, postavené v továrně Nippon Hikóki

## Specifikace

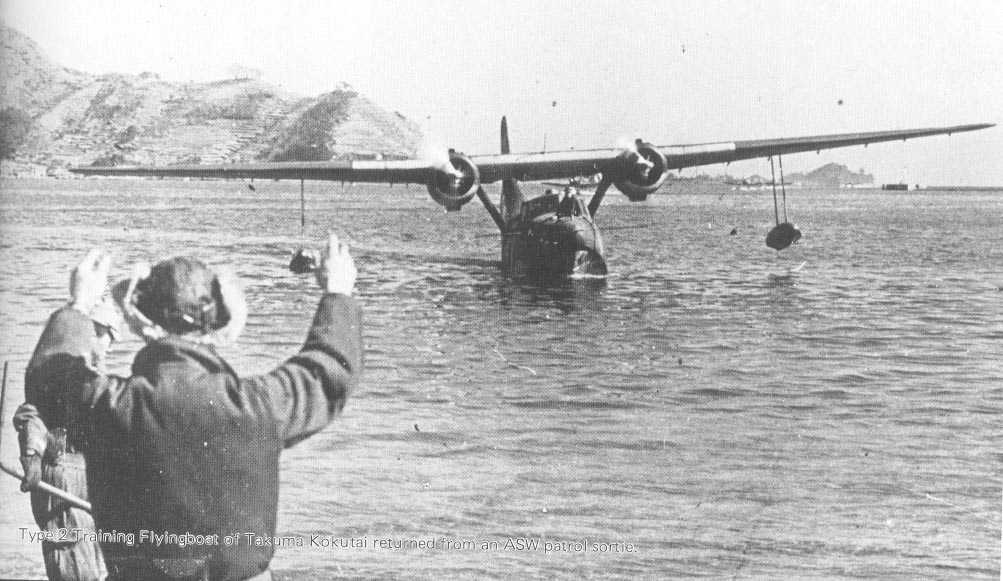
H9A

### Technické údaje
- Osádka: 5 + 3 studenti
- Rozpětí: 24,0 m
- Délka: 16,95 m
- Výška: 5,25 m
- Nosná plocha: 63,3 m²
- Hmotnost prázdného letounu: 4900 kg
- Vzletová hmotnost: 7500 kg
- Pohonná jednotka: 2 × hvězdicový motor Nakadžima Kotobuki 41
  - Výkon pohonné jednotky: 580 hp (780 kW)

### Výkony
- Nejvyšší rychlost: 315 km/h
- Dostup: 6800 m
- Stoupavost: 4,5 m/s
- Dolet: 2150 km

### Výzbroj
- 2 × 7,7mm pohyblivý kulomet Typ 92
- 250 kg pum